# Coris
- Commons
- Wikispecies

Coris L. é um género botânico pertencente à família Myrsinaceae.

## Espécies
- Coris hispanica
- Coris monspeliensis
- Coris purpurea
- Lista completa

## Classificação do gênero
| Sistema | Classificação                      | Referência               |
| ------- | ---------------------------------- | ------------------------ |
| Linné   | Classe Pentandria, ordem Monogynia | Species plantarum (1753) |